# Liste d'explorateurs
Cet article présente une liste non exhaustive d'explorateurs connus, classés par ordre alphabétique de leur patronyme principal :
- Haut – A
- B
- C
- D
- E
- F
- G
- H
- I
- J
- K
- L
- M
- N
- O
- P
- Q
- R
- S
- T
- U
- V
- W
- X
- Y
- Z

## A
- Antonio de Abreu (Portugal, v. 1480-début XVIe), a exploré les îles de la Sonde et découvert Timor.
- Dionisio Alcalá Galiano (Espagne, 1760-1805), a exploré la côte nord-ouest de l'Amérique.
- Afonso de Albuquerque (1453-1515), a exploré la mer Rouge, le golfe Persique et la côte de Malabar.
- Hamidou ben Ali (1770-1815), corsaire au service de la régence d'Alger, il aura mené plusieurs expéditions sur les côtes espagnoles et italiennes.
- Diego de Almagro (v. 1475-1538), a exploré et conquis l'Empire inca
- Francisco de Almeida (v. 1450-1510), a exploré les côtes d'Afrique orientale, de Ceylan et de Madagascar.
- Pedro de Alvarado (v. 1495-1541), a exploré le Guatemala.
- Roald Amundsen (1872-1928), a franchi le premier le passage du Nord-Ouest et atteint le pôle Sud.

## B
- Charles Babin (1860-1932), a exploré et prospecté d'anciennes cités et villes perses dans le sud et le sud-ouest de l'Iran.
- William Baffin (1584-1622), a exploré l'océan Arctique et découvrit la mer de Baffin.
- Vasco Núñez de Balboa (v. 1475-1519), a exploré le Panama, découvert l'océan Pacifique.
- Joseph Banks (1743-1820).
- Willem Barents (v. 1550-1597), a exploré l'océan Arctique, et découvert le Spitzberg et la Nouvelle-Zemble. Une mer porte son nom.
- Erwin von Bary (1846-1877), a exploré le sud de la Libye
- Heinrich Barth (1821-1865), a exploré le Sahara et le Sahel
- Jeanne Barret (1740-1807), a fait le tour du monde.
- Henry Walter Bates (1825-1892), a exploré l'Amazonie.
- Abu Abdullah Muhammad Ibn Battuta (v. 1304-1377 ), a exploré l'empire du Mali, l'Afrique jusqu'à Tombouctou, l'Iran, l'Inde et la Chine.
- Nicolas Baudin (1754-1803), a exploré les côtes de l'Australie.
- Sebastián de Belalcázar (v. 1480-1551), a exploré la Colombie et l'Équateur.
- Vitus Béring (1681-1741), a exploré le Kamtchatka, découvert le détroit de Béring.
- Joseph-Elzéar Bernier (1852-1934), a exploré et pris possession de l'Archipel arctique au nom du Canada.
- Jean de Béthencourt (v. 1360-1425), a découvert les îles Canaries
- Louis-Gustave Binger (1856-1936), a exploré la Côte d'Ivoire et la Haute-Volta.
- Hiram Bingham, (1875-1956), a exploré en 1911 la cité Inca de Machu Picchu, oubliée depuis la conquête de la région par les Espagnols, plus de 300 ans auparavant.
- Édouard Blanc, (1858-1923), fit des voyages d'exploration en Afrique et en Asie centrale.
- Gabriel Bonvalot, (1853-1933), traversa l'Asie centrale de la Sibérie au Tonkin en 1889-1890.
- Vittorio Bottego (1860-1897), a exploré l'Éthiopie et la Somalie.
- Louis-Antoine de Bougainville (1729-1811), a exploré la Polynésie et la Mélanésie puis a pris au nom du roi les îles Malouines
- Daniel Boone, (1734-1820), a exploré le Kentucky puis il ouvre la première piste connue entre la Caroline du Nord et le Tennessee.
- Pierre Savorgnan de Brazza (1852-1905), a exploré l'Afrique équatoriale (l'Ogooué), Congo.
- Saint Brendan (484-578), a exploré l'océan Atlantique.
- François-Joseph Bressani (1612-1672) fut le premier Européen à offrir une description des chutes du Niagara.
- James Bruce (1730-1794), a exploré le Soudan et l'Éthiopie.
- Étienne Brûlé (v. 1592-1630), a exploré les Grands Lacs.
- Jean Louis Burckhardt (1784-1817).
- Robert O'Hara Burke (1821-1861), avec Wills, a exploré l'Australie orientale.
- Richard Francis Burton (1821-1890), a découvert le lac Tanganyika.
- Richard Byrd (1888-1957), a exploré l'Antarctique.
- John Byron (1723-1786), a exploré le Pacifique en 1764-1767.

## C
- Álvar Núñez Cabeza de Vaca (1507-1559), a exploré la Louisiane, le Texas, le Nord du Mexique et le fleuve Paraguay.
- Jean Cabot (v. 1450-1499), a découvert Terre-Neuve.
- Sébastien Cabot (1476-1557), a reconnu le Río de la Plata.
- Pedro Alvares Cabral (v. 1467-1520), a découvert le Brésil.
- René Caillié (1799-1838), a exploré le Sahara, le Sénégal et le Soudan et atteint Tombouctou.
- Verney Lovett Cameron (1844-1894), a exploré l'Afrique centrale et orientale.
- Rémi Camus (1985- ), a exploré le fleuve Mékong du Tibet à son embouchure au Vietnam.
- Diogo Cão (fin XVe), a découvert l'estuaire du Congo.
- Philip Carteret (1733-1796), part avec Samuel Wallis, découvre les îles Pitcairn et termine son tour du monde.
- Jacques Cartier (1491-1557), au Labrador et en Gaspésie. Pénétra les Indes occidentales en remontant le fleuve Saint-Laurent jusqu'à l'emplacement de Montréal. Nomma le Mont Royal, début de Montréal.
- René Robert Cavelier de La Salle (1643-1687), a exploré les Grands Lacs, le Mississippi jusqu'à son embouchure, et le Texas.
- Merieme Chadid (1969- ), a exploré l'Antarctique.
- Samuel de Champlain (1580-1635), explora les Indes occidentales, remonta le Saint-Laurent, le lac Champlain (qu'il nomma ainsi) et le lac Huron qu'il appela La Mer Douce.
- Jean-Baptiste Charcot (1867-1936), a exploré l'océan Arctique et les côtes de l'Antarctique.
- Hussein Cheikh, a lancé une expédition en 1617 contre Madère.
- Eusebio Francesco Chini (1645-1711), a exploré la Basse-Californie.
- Hugh Clapperton (1788-1827), a exploré le Tchad et le Niger avec Dixon Denham en 1823-1824.
- Georges Claraz (1832-1930), Pendant trois années il fait d'importants travaux naturalistes sur Rio au Brésil. Ensuite, il explore la province de Buenos Aires, la Pampa, et découvre en septembre 1865 la Patagonie septentrionale.
- William Clark (1770-1838), a exploré l'ouest des États-Unis jusqu'à l'océan Pacifique.
- Christophe Colomb (génois, 1451-1506), a atteint le Nouveau Monde, découvert les Caraïbes et l'Amérique centrale.
- Nicolò de' Conti (v. 1395-1469), a exploré l'Inde, la Malaisie et Java.
- James Cook (1728-1779), a exploré le Pacifique et les côtes de l'Australie, découvert la Nouvelle-Calédonie, Hawaii.
- Francisco Hernández de Córdoba (v. 1475-1526), a exploré le Nicaragua.
- Francisco Vásquez de Coronado (v. 1510-1554), a exploré le Nouveau-Mexique et l'Arizona.
- Gaspar Corte-Real (v. 1450-1501), a découvert le Groenland et exploré les côtes du Canada.
- João Vaz Corte-Real (?-1496), potentiellement découvreur de Terre-Neuve
- Miguel Corte-Real (v. 1448-1502), a exploré les côtes du Canada.
- Hernán Cortés, (1485-1547), a découvert et conquis l'Empire aztèque, exploré la Basse-Californie.
- Christopher Costigan (1810-1835), théologien irlandais, premier explorateur du Jourdain et de la mer Morte.
- Jacques-Yves Cousteau (1910-1997), a exploré les océans et les fonds sous-marins.
- Guillaume Couture (v. 1618-1701), a exploré le territoire de la Nouvelle-France, notamment le nord jusqu'à la rivière Rupert.
- Pedro da Covilha (v. 1460-1526), a exploré l'Éthiopie et la côte de Malabar.
- Jules Crevaux (1847-1882), a exploré les Guyanes (Guyane française, Guyana et Suriname) et l'Orénoque.
- Andrew Croft (1906-1998)
- Tristan da Cunha (v. 1460-1540), a exploré les côtes du Mozambique et de Madagascar, et découvert l'archipel Tristan da Cunha.
- Aleksander Czekanowski (1833-1876), géologue et explorateur de la Sibérie centrale.

## D
- William Dampier (1651-1715), a exploré les côtes de Nouvelle-Guinée, d'Australie occidentale et septentrionale.
- Alexandra David-Néel (1868-1969), a exploré le Tibet.
- John Davis (v. 1550-1605), a découvert la côte occidentale du Groenland et le détroit de Davis, en 1585.
- Dixon Denham (1786-1828), a exploré le Tchad et le Niger avec Hugh Clapperton, en 1823-1824.
- Bartolomeu Dias (v. 1450-1500), a découvert le cap de Bonne-Espérance.
- Dinis Dias (XVe), a découvert le cap Vert et l'île de Gorée (Sénégal).
- Diogo Dias (v. 1450-v. 1500), a exploré l'océan Indien.
- Bernal Díaz del Castillo (v. 1495-1582), a exploré le Mexique.
- Juan Díaz de Solís (1470-1516), a découvert le Río de la Plata.
- Albert Dorville (1621-1662), a voyagé de Pékin à Âgrâ, via Lhassa et Katmandou.
- Camille Douls (1864-1889), a exploré le Sahara occidental.
- Francis Drake (v. 1540-1596), a réalisé le deuxième tour du monde.
- Jules Dumont d'Urville (1790-1842), a exploré la Mélanésie, les côtes de l'Antarctique, découvrit les terres australes Louis-Philippe et Joinville et la terre Adélie.
- Joseph Marie Élisabeth Durocher (1817-1860), il dirigea une expédition d'étude visant à analyser le percement d'un canal interocéanique au Nicaragua reliant la baie de Salinas au fleuve San Juan par le lac Nicaragua,
- Jules-Léon Dutreuil de Rhins, (1846-1894), a exploré le Tibet et l'Asie centrale.
- Henri Duveyrier, (1840-1892), a exploré le Sahara  (Touggourt et Ghadamès).

## E
- Gil Eanes (XVe), a dépassé le cap Bojador.
- Juan Sebastián Elcano (1476-1526), a réalisé le premier tour du monde
- Antoine Bruny d'Entrecasteaux (1737-1793), a exploré la Mélanésie et les côtes de l'Australie.
- Erik le Rouge (v. 950-1003), a découvert le Groenland.
- Leif Erikson (fin Xe-début XIe), a découvert l'Amérique du Nord.
- Stanislas d'Escayrac Lauture (1822-1868), a exploré les sources du Nil et la Chine
- Georges Estienne (1896-1969) et son frère René Estienne (1900-1927), ont exploré le Sahara et ont tracé et exploité la plus longue route automobile du Monde.
- Jean-Louis Étienne (1946-), a exploré l'Arctique et l'Antarctique.
- Eudoxe de Cyzique, a exploré le golfe Persique et peut être fait le tour de l'Afrique au IIe siècle av. J.-C.
- Euthymènes ( (Grec, VIe AEC),), de Marseille à l'Afrique de l'Ouest
- Edward Eyre (1815-1901), a exploré l'Australie méridionale.

## F
- Percy Fawcett (1867-1925), a exploré la jungle brésilienne.
- Nikolaus Federmann (v. 1506-1542), a exploré le Venezuela et la Colombie.
- John Franklin (1786-1847), a exploré la côte nord de l'Amérique.
- John Charles Frémont (1813-1890), a exploré le haut Mississippi, l'Oregon et la Californie.
- Charles de Foucauld (1858-1916), a exploré le Maroc en 1883-1884.
- Fernand Foureau (1850-1914), fit plusieurs expéditions (neuf) au Sahara entre 1888 et 1896.
- Martin Frobisher (v. 1535-1594), a exploré l'océan Arctique.
- Vivian Fuchs (1908-1999), a exploré l'Antarctique avec Edmund Hillary.

## G
- Alfons Gabriel (1894-1975), a exploré les déserts iraniens.
- Vasco de Gama (v. 1469-1524), a doublé le cap de Bonne-Espérance, atteint Calicut, découvrant la Route des Indes.
- Francis Garnier (1839-1873), a exploré le fleuve Mékong.
- Adrien de Gerlache de Gomery (1866-1934), a exploré l'Antarctique en y effectuant le 1er hivernage en 1897 -1898.
- Gaston de Gerlache de Gomery (1919 - 2006), fils du précédent, a également exploré l'Antarctique et est à l'origine de la base Roi Baudouin.
- Bento de Góis (1562-1607), a exploré l'Asie centrale (à la recherche de Cathay).
- Diogo Gomes (1420-1502), on lui doit la découverte des Îles Selvagens, l'exploration du fleuve Gambie et de la Guinée.
- Fernão Gomes, on lui doit l'exploration de la côte africaine dans le golfe de Guinée.
- Antão Gonçalves dirige des expéditions vers Río de Oro, et atteint le Sénégal et la Guinée.
- Alexander Gordon Laing (1796-1826) a exploré l'Afrique, notamment Tombouctou.
- Jacques Gouin de Beauchêne (1652-1730), explorateur des Mers du Sud et découvreur de l'Île Beauchêne.
- Alfred Grandidier (1836-1921), a exploré les Andes, le Brésil et Madagascar.
- Adolphus Greely (1844-1935).
- Juan de Grijalva (v. 1489-1527), a exploré les côtes du Mexique.
- Médard Chouart des Groseilliers (v. 1618-1696), a exploré une partie de l'Amérique du Nord (Nouvelle-France, Lac Supérieur, etc.).

## H
- Hannon (Carthaginois, Ve siècle av. J.-C.), a exploré les côtes de l'Afrique occidentale.
- Edmond Hanssens (Capitaine Hanssens), (1843-1884), a exploré le bassin du Congo et découvert le fleuve Ubangi.
- Sven Hedin (1865-1952), a exploré l'Asie centrale.
- Hérodote a remonté le Nil jusqu'à la première cataracte au Ve siècle av. J.-C.
- Edmund Hillary (1919-2008), a exploré l'Antarctique avec Vivian Fuchs.
- Himilcon (Carthaginois, Ve siècle av. J.-C.), a exploré les îles Britanniques et Cassitérides (Scilly).
- Alvaro Martins Homem (mort en 1528), a navigué à travers l'océan Atlantique et aurait reconnu les côtes du Groenland et de Terre-Neuve en 1472 avec João Vaz Corte-Real.
- Daniel Houghton (1740-1791), a exploré l'intérieur de l'Afrique occidentale à partir de l'estuaire de la Gambie.
- Henry Hudson (1570-1611), a exploré les côtes du Canada septentrional.
- Alexander von Humboldt (1769-1859), a exploré le fleuve Orénoque et les Andes.
- Alain Hubert (1953-), fondateur et président de la Fondation polaire internationale. De 2007 à 2010, il a dirigé des missions de quatre mois pour la construction de la Base antarctique Princesse Elisabeth. À partir de 2010 il organise les missions scientifiques vers la station.
- Simon Hatley (1685-après 1723), navigateur anglais.

## I
- Cosmas Indicopleustès (Grec d'Alexandrie, VIe), a exploré la mer Rouge, le golfe Persique et l'Éthiopie.
- Manuel Iradier (1854-1911), explorateur de la Guinée Equatoriale.

## J
- Willem Janszoon (v. 1570-1630) explore le golfe de Carpentarie en 1605.
- Louis Jolliet (1645-1700), a découvert le Haut-Mississippi, explora le Missouri, l'Ohio et l'Illinois, en 1673 avec Jacques Marquette (1637-1675).

## K
- Elisha Kane (1820-1857).
- Yves Joseph de Kerguelen de Trémarec, (1734-1797), a exploré les côtes de l'Australie et découvert les îles Kerguelen.

## L
- Charles Marie de La Condamine (1701-1774), a exploré le fleuve Amazone.
- François Joseph Amédée Lamy (1858-1900), a exploré le lac Tchad en 1898-1900.
- Jean-François de Galaup de la Pérouse (1741-1788), a exploré l'océan Pacifique (île de Pâques), découvrit le détroit de La Pérouse entre l'île Sakhaline et Hokkaidō.
- Cyrille Pierre Théodore Laplace (1793-1875).
- João Fernandes Lavrador (fin XVe), a découvert la péninsule du Labrador.
- Gustave Le Bon (1841-1931), premier Français à pénétrer en 1885 au Népal.
- Ludwig Leichhardt (1813-1848), a exploré l'Australie septentrionale.
- Jacob Le Maire (1585-1616), a découvert le cap Horn.
- Léon l'Africain (v. 1488-1548), a exploré le Sahel et la vallée du Nil.
- Pierre Le Moyne d'Iberville (1661-1706)
- Eugène Lenfant (1865-1923), a exploré le cours du Niger et le Tchad.
- Dragutin Lerman (1863-1918), a exploré le Congo.
- Charles Alexandre Lesueur (1778-1846), a exploré l'Australie.
- Meriwether Lewis (1774-1809), a exploré l'ouest des États-Unis jusqu'au Pacifique.
- Louis Liotard (1904-1940), a exploré le Kham tibétain, en particulier les rives de la Salouen.
- David Livingstone (1813-1873), a exploré l'Afrique australe et orientale, remontant le Zambèze.
- Louis-Philippe Loncke (1977-), a exploré le désert de Simpson par 3 fois, et d'autres lieux comme Clipperton ou les Andes.
- Miguel López de Legazpi (v. 1502-1572), a exploré les Philippines.
- Charles Lindbergh (1902-1974), a traversé l'océan Atlantique seul en avion jusqu'à Paris.

## M
- Robert McClure (1807-1873), a exploré l'Arctique.
- Alexander Mackenzie (1764-1820), a exploré le Canada septentrional et occidental.
- Eugène Mage (1837-1869), a exploré l'Empire toucouleur de Ségou.
- Fernand de Magellan (v. 1470-1521), a mené la première partie de la circumnavigation Magellan-Elcano, le premier tour du monde, par les îles Canaries, le Río de la Plata, les côtes de Patagonie, le détroit de Magellan, qu'il découvrit, et les Philippines où il est tué. Juan Sebastián Elcano réussit à achever le périple et rapatrier en Espagne le Victoria, seul vaisseau rescapé d'une expédition qui a duré trois ans et vingt-neuf jours.
- Lancelotto Malocello (génois, fin XIIIe-début XIVe), aurait découvert les îles Canaries en 1312.
- Jean-Baptiste Marchand (1863-1934), a exploré l'Afrique.
- Marion-Dufresne (1724-1772), explorateur du sud de l'Océan Indien et du Pacifique. Il est notamment le découvreur de l'île Marion, de l'île du Prince-Édouard et des îles Crozet.
- Jean de Marignol (vers 1290-vers 1359), a fait un voyage en Orient jusqu'en Chine.
- Jacques Marquette (1637-1675), a exploré le fleuve Mississippi, le Missouri, l'Ohio et l'Illinois en 1673 avec Louis Jolliet (1645-1700).
- Pedro de Mascarenhas (v. 1470-1555), a exploré l'océan Indien, découvert l'archipel des Mascareignes.
- Raymond Maufrais (1926-1950), a exploré la forêt brésilienne à la rencontre des Chavantes. Il disparut en 1950 au cours d'une expédition en solitaire dans la forêt guyanaise.
- Douglas Mawson (1882-1958), a exploré l'Antarctique en 1911 et 1929
- Ludvig Mylius-Erichsen (1872-1907), a exploré le Groenland.

## N
- Gustav Nachtigal (1834-1885), a exploré le Sahara, le Tchad, le Soudan[1] et le Togo
- Fridtjof Nansen (1861-1930), a exploré l'Arctique, traversa le Groenland d'est en ouest en 1888.
- Pánfilo de Narváez (v. 1470-1528), a exploré Cuba et la Jamaïque.
- Néarque (Grec, (Carthaginois, IVe siècle av. J.-C.), a exploré la mer d'Arabie et le golfe Persique.
- Jean Nicolet (1598-1642), a exploré les Grands Lacs.
- Carsten Niebuhr (1733-1815), a exploré l'Arabie, le Yémen et l'Iran.
- Jan Nieuhof (1618-1671), a exploré la Chine, l'Indonésie et la Cochinchine.
- Afanasiy Nikitine (XVe), a exploré l'Iran et l'Inde.
- Umberto Nobile (1885-1978) a survolé le pôle Nord pour la première fois le 11 mai 1926 à bord du Norge.
- Adolf Erik Nordenskiöld (1832-1901), a exploré l'Arctique, traversant l'océan glacial de Tromsø au détroit de Béring et au Japon.
- Otto Nordenskjöld (1869-1928).

## O
- Alonso de Ojeda (1466-1516), a exploré le Venezuela.
- Alcide Dessalines d'Orbigny (1802-1857), a exploré le sud du Brésil.
- Francisco de Orellana (v. 1500-1549), a exploré le fleuve Amazone.

## P
- Hassan Pacha (1517-1572), a exploré et conquis l'actuelle Sahara algérien pour le compte de la Régence d'Alger.
- John Palliser (1817–1887), a exploré l'Ouest canadien de 1857 à 1861.
- Ivan Papanine (1894-1986).
- Mungo Park (1771-1806), a exploré le Sénégal et le fleuve Niger.
- Pausanias le Périégète (Grec, IIe siècle), aurait relaté l'existence d'îles situées au-delà de l'océan Atlantique, dénommées îles Satyrides.
- Octave Pavy (1844-1884).
- Robert Peary (1856-1920), a atteint le pôle Nord en 1909.
- Michel Peissel (1937-2011), a exploré le royaume du Mustang, L'Himalaya et a découvert 14 sites mayas au Quintana Roo.
- Bartolomeu Perestrelo (vers 1395-1457), a découvert l'archipel de Madère et fut le beau-père de Christophe Colomb.
- Auguste Piccard (1884-1962), aéronaute, en 1932 à bord de son ballon stratosphérique il atteint  15 781 mètres d'altitude.
- Jacques Piccard (1922-2008), en 1960 à bord de son sous-marin le bathyscaphe Trieste, il atteint 10 916 mètres de profondeur dans l'océan Pacifique, la fosse des Mariannes.
- Bertrand Piccard (1958-), a effectué le premier tour du monde en ballon en 1999 avec le pilote britannique Brian Jones. En 2016, l'explorateur est le premier a effectué le tour du monde en avion solaire Solar Impulse.
- Zebulon Pike (1779-1813), a exploré le Kansas, le Colorado, le Nouveau-Mexique et le Texas.
- Didrik Pining (1428-1491) : Islande, Groenland, et peut-être davantage.
- Fernão Mendes Pinto (v. 1509-1583), a exploré l'Éthiopie, l'Inde, la Malaisie, la Chine et le Japon.
- Vicente Yáñez Pinzón (v. 1460-1523), a découvert l'estuaire de l'Amazone.
- Francisco Pizarro (1471-1541), a découvert et conquit l'Empire inca.
- Jean de Plan Carpin (v. 1180-1252), a exploré l'Asie centrale.
- Marco Polo (1254-1323), a exploré l'Iran, l'Asie centrale, la Chine, l'Asie du Sud-Est et l'Inde.
- Juan Ponce de León (v. 1460-1521), a découvert la Floride.
- Fernando Póo (XVe), explore les côtes de l'Afrique occidentale.
- Odoric de Pordenone (v. 1286-1331) fait un voyage en Orient jusqu'en Chine où il séjourne 3 ans.
- Hans Pothorst (1440-1490), corsaire, aurait atteint le Groenland vers 1471.
- John Wesley Powell (1834-1902), a exploré le Colorado, l'Utah et l'Arizona.
- Nikolaï Mikhaïlovitch Prjevalski (1839-1888), a exploré l'Asie centrale, la Mongolie et le Tibet.
- François Pyrard (v. 1570-1621), a exploré les Moluques, les côtes de l'Inde et de Madagascar.
- Pythéas le Massaliote (Grec, IVe AEC), a exploré les îles Britanniques et les côtes de la Scandinavie.

## Q
- Gonzalo Jiménez de Quesada (v. 1499-1579), a exploré la Colombie et le Venezuela.
- Pedro Fernández de Quirós (1565-1614), a exploré l'océan Pacifique (Tuamotu, Espiritu Santo).

## R
- . Pierre-Esprit Radisson (1636-1710), a exploré l'Amérique du Nord (Grans-Lacs, Baie James, etc.) et eu de nombreux contacts avec les amérindiens.
- Robin de La Morne Rouge (1720-1780) : Explorateur des Caraïbes  découvrant la Guadeloupe et la Martinique.
- Anne Jean-Baptiste Raffenel (1809-1858), a exploré les Antilles, le Brésil, les États-Unis, Madagascar, l'île Bourbon et le Sénégal
- Salah Rais (1488-1556), a mené une expédition sur Majorque et Minorque.
- Mourad Rais (1534-1609), a mené une expédition sur les Îles Canaries.
- Bir Mourad Rais (1570-1641), il aura mené des expéditions en Irlande, Islande et aura exploré les Terre-Neuve-et-Labrador au Canada.
- Walter Raleigh (1554-1618), a exploré la Virginie et le fleuve Orénoque.
- Raymond Rallier du Baty (1881-1978), a exploré les îles Kerguelen.
- Arthur Rimbaud (1854-1891), a exploré la Corne de l'Afrique, notamment l'Abyssinie.
- Jacob Roggeveen (1659-1729) a découvert l'Île de Pâques.
- Friedrich Gerhard Rohlfs (1831-1896), a exploré l'Afrique du Nord, du Sahara à l'Éthiopie.
- James Clark Ross (1800-1862), a exploré les côtes de l'Antarctique, découvrant la terre Victoria du Sud.
- John Ross (1777-1856), a exploré l'Arctique à la recherche du passage du Nord-Ouest.
- Guillaume de Rubrouck (flamand, v. 1220-1293), a exploré l'Asie centrale et la Mongolie.
- Henry Russell-Killough (1834-1909), auteur de plusieurs voyages autour du monde (une des sources d'inspiration de Jules Verne pour le personnage de Phileas Fogg).
- Ibn Rustah (Perse, Xe siècle), a exploré la Russie et l'Arabie.

## S
- Louis de Saint-Aloüarn (1738-1772), second de Yves Joseph de Kerguelen de Trémarec, a pris possession en 1772 de la côte occidentale de l'Australie au nom de Louis XV, mais est mort avant de pouvoir le dire au roi.
- Louis Claude de Saulces de Freycinet (1779-1842), a exploré les côtes de l'Australie méridionale.
- Pedro Sarmiento de Gamboa (1532-1592), a reconnu les Îles Salomon et a exploré l'Atlantique Sud.
- Alexander Selkirk  (1676-1721), a vécu quatre ans dans une île de l'archipel Juan Fernández, alors déserte. Son histoire est devenue une source d'inspiration pour le roman de Daniel Defoe, Robinson Crusoé.
- Jan Jacobs May van Schellinkhout, a permis la première cartographie et le baptême de l'île Jan Mayen en 1614.
- Ulrich Schmidl (1510-1579), lansquenet au service des conquistadors, explorateur, chroniqueur et conseiller municipal.
- Leopold von Schrenck (1826-1894), a exploré la région de l'Amour.
- Robert Falcon Scott (1868-1912), a atteint le Pôle Sud.
- Jean Scolvus (1435-1484), aurait atteint le Groenland vers 1471
- Scylax de Caryanda, a exploré les côtes de la mer Rouge (Érythrée), vers 508 av. J.-C.
- Serpa Pinto (1846-1900), a exploré l'Afrique australe.
- Ernest Shackleton (1874-1922), a exploré l'Antarctique dans le premier quart du XXe siècle.
- Pedro de Sintra, on lui doit la découverte de la Sierra Leone.
- Hernando de Soto (1496-1542), a exploré la Floride et découvert le Bas-Mississippi.
- John Speke (1827-1864), a découvert le lac Victoria, explora l'Ouganda et le Nil Supérieur.
- Henry Morton Stanley (1841-1904), a exploré l'Afrique centrale par le fleuve Congo.
- Vilhjalmur Stefansson (1879-1962), a exploré l'Arctique canadien.
- Sir Aurel Stein (1862-1943), a exploré le Cachemire, le Turkestan et la Chine.
- John McDouall Stuart (1815-1866), a exploré l'Australie, la traversant du sud au nord en 1861-1862.
- Charles Sturt (1795-1869), a exploré l'Australie méridionale et découvert que la majorité de ces rivières se jetaient toutes dans le fleuve Murray.
- Jean de Surville (1717-1770), a exploré l'océan Pacifique.

## T
- Abel Tasman (1603-1659), a exploré les côtes de l'Australie septentrionale et découvert la Tasmanie, la Nouvelle-Zélande et les îles Fidji.
- Jean-Baptiste Tavernier (1605-1689), a exploré l'Inde.
- Alekseï Tchirikov (1703-1748), a exploré les côtes de l'Alaska.
- Marcel Treich-Laplène (1860-1890), a exploré la Côte d'Ivoire.
- Nuno Tristão, premier européen à atteindre la côte de la Guinée.
- Johann Jakob von Tschudi (1818-1889), a exploré les Andes péruviennes.
- Benjamin de Tudèle (XIIe), a exploré le Moyen-Orient.

## V
- Pedro de Valdivia (v. 1500-1553), a exploré le Chili.
- George Vancouver (1757-1798), a exploré les côtes de la Colombie-Britannique.
- Tristão Vaz Teixeira (v. 1395-1480), un des découvreurs de Madère).
- Pierre de La Verendrye (1685-1749), a exploré l'ouest du Canada et la rivière Missouri.
- Giovanni da Verrazano (v. 1485-1528), a exploré les côtes de l'Amérique du Nord et découvert la baie de New-York.
- Ludovico de Verthema (fin XVe-déb. XVIe), a exploré l'Arabie, les côtes de l'Inde, du Bengale, et de la Birmanie, Malacca et les Moluques.
- Amerigo Vespucci (1454-1512), a exploré les côtes du Nord de l'Amérique du Sud et découvrit l'Amazonie.
- Paul-Émile Victor (1907-1995), explorateur polaire, scientifique, ethnologue, écrivain.
- Ruy López de Villalobos (v. 1500-1544), a exploré l'océan Pacifique et les Philippines.
- Nicolas Durand de Villegagnon (1510-1571), a exploré la baie de Rio de Janeiro.
- Sebastián Vizcaíno (1548-1615), a exploré la Californie et le Japon. troc

## W
- Samuel Wallis (v. 1720-1795), a découvert Tahiti
- Peter Egerton Warburton (1813-1889), a exploré les déserts de l'Ouest australien en 1873-1874.
- Robert de Wavrin (1888-1971), a exploré l'Amazonie et le bassin de l'Orénoque de 1913 à 1937.
- Charles Wilkes (1798-1877), explore le Pacifique Sud, l'Antarctique (Wilkes Land) et Bornéo de 1838 à 1842.
- William John Wills (1834-1861), avec Burke, a exploré l'Australie orientale.

## Y
- Yermak Timofeyevitch (v. 1537-1585), a exploré la Sibérie.
- Francis Younghusband (1863-1942), a exploré l'Himalaya et le Tibet.

## Z
- John Augustine Zahm (1851-1921), a exploré l'Amérique du Sud.
- João Gonçalves Zarco (v. 1390-1470), a découvert l'île de Madère.
- Antonio Zeno (1350c-1400c), hypothétique précurseur en Atlantique nord.
- Nicolò Zeno (1350c-1400c), hypothétique précurseur en Atlantique nord.
- Zhang Qian (Ier AEC), a exploré l'Asie centrale.
- Zheng He (1371-1435), a exploré les côtes de l'Asie du Sud-Est, de l'Inde et de l'Afrique orientale.
- Heinrich Zollinger (1818-1859), a exploré Java et les îles de la Sonde.